# Гусинін Валерій Павлович
Валерій Павлович Гуси́нін (нар. 28 грудня 1948, Щокіно, Тульська область) — український фізик-теоретик, відомий зокрема працями в галузі квантової теорії поля, член-кореспондент НАН України (2012), професор (2000), доктор фізико-математичних наук (1992), лауреат державної премії України в галузі науки і техніки (2006), завідувач відділу астрофізики та елементарних частинок Інституту теоретичної фізики НАН України
Автор понад 150 наукових праць, опублікованих переважно у провідних міжнародних виданнях, зокрема такому як «Physical Review Letters». Має одні з найвищих наукометричних показників серед науковців України: індекс Гірша 34 у Scopus (5510 цитувань, 130 документів) і 44 у Google Scholar (8751 цитування)  (станом на червень 2016 року).
Лауреат премії НАН України імені С. І. Пекаря (2016). Отримав нагороду «Лідер науки України 2016. Web of Science Award» в номінації «Вчений України. За надзвичайні досягнення».

## Життєпис
У 1971 році закінчив Київський університет. З 1975 року працює в Інституті теоретичної фізики НАН України.